# Лунин, Валерий Васильевич
Вале́рий Васи́льевич Лу́нин (31 января 1940, дер. Богдановка, Урицкий район, Орловская область, СССР — 9 марта 2020, Москва, Россия) — советский и российский химик, декан (с 1992 по 2018 гг.) и впоследствии первый Президент (с 2018 г.) химического факультета МГУ. Ученик академика А.А. Баландина. Признанный во всём мире специалист в области гетерогенного катализа и физической химии поверхности.
Академик РАН (2000). Кавалер Ордена Почёта (2000), Ордена "За заслуги перед Отечеством IV степени" (2005), Ордена Дружбы (2011).

## Биография
Валерий Васильевич Лунин родился в 1940 году в деревне Богдановка Орловской области. Был самым младшим из троих детей (брат – Иван, 1926 г.р., сестра – Мария, 1928 г.р.) в обычной крестьянской семье. Отец, Василий Поликарпович, - шофёр, мама, Анна Ивановна, работала в колхозе. Детство Валерия Васильевича пришлось на годы Великой Отечественной войны. Летом 1941 года отец ушёл на фронт. В 1943 году на поле боя в качестве добровольца отправился и старший брат Иван. Он погиб в 1944 году под Могилёвом в возрасте 17 лет. В ходе оккупации Орловщины немцы сожгли родительский дом – мать с Марией и Валерием до отступления фашистов жили в землянке.
В январе 1946 года Василий Поликарпович вернулся с фронта и перевёз семью в село Красный Рог Брянской области. В сентябре шестилетний Валерий был отдан в местную сельскую школу, где проучился 10 лет. Любовь к химии зародилась в 7 классе на уроках Ефима Прокофьевича Шумейко. Большое впечатление на будущего учёного производили простые, но яркие эксперименты при керосиновой лампе. Желание познать удивительное предопределило выбор профессии.
В июле 1956 года, с трудом получив паспорт, Валерий Лунин приехал в столицу на вступительные экзамены химического факультета Московского университета. Тройка по немецкому языку не позволила набрать проходной балл. В ближайший год Валерий Васильевич был вынужден работать линейным надсмотрщиком линий радиофикации Истринской районной конторы связи. В свободные часы он продолжал готовиться, посещая подготовительные курсы на химфаке. В 1957 году иностранный язык из перечня вступительных экзаменов был исключён. Тогда же Валерий Лунин, успешно преодолев вступительные испытания, стал студентом МГУ имени М.В. Ломоносова.
Летом 1958 года В. Лунин по состоянию здоровья ушёл в академический отпуск. В 1959 году работал на целине в Петропавловской области Казахской ССР, а в начале 1960 года под лозунгом «Мы не заслужили такой чести – учиться в университете, ничего не сделав для Родины» Валерий Васильевич вместе со своим товарищем Владимиром Бочининым отправился на возведение ГРЭС в Красноярском крае. Осенью этого же года был призван в армию и распределён в Казань, где с отличием закончил школу младших авиационных специалистов, получил специальность механика по электрооборудованию самолётов. После прохождения службы в учебном Краснознаменском центре ПВО в Саваслейке распоряжением генерала-полковника Е.Я. Савицкого был переведён в отдельный полк по переучиванию лётчиков в город Клин. Непосредственная близость воинской части с Москвой позволила Лунину раз в два месяца ходить в увольнение и посещать Университет.
В 1963 году по ходатайству ректора МГУ И.Г. Петровского с разрешения министра обороны маршала Р.Я. Малиновского был демобилизован и возвращён в стены факультета. На момент окончания службы Валерий Лунин значился старшиной эскадрильи. За примерное исполнение обязанностей был удостоен грамоты ЦК комсомола и знака «Отличник боевой и политической подготовки». В 1967 году Валерий Васильевич закончил химический факультет и продолжил учиться в аспирантуре.
Первым местом работы В. Лунина на химфаке была кафедра физической химии. Научные интересы молодого учёного концентрировались на новых катализаторах и мультиплетной теории А.А. Баландина. Впоследствии исследования каталитических систем Валерий Васильевич продолжил в группе А.Е. Агрономова.
В 1972 году Валерий Лунин защитил кандидатскую диссертацию на тему «Исследование каталитической активности металлов IVБи VБ групп, содержащих водород в кристаллической решётке, в реакциях гидро-дегидрогенизации и изомеризации углеводородов». Работал старшим лаборантом, младшим научным сотрудником, ассистентом и доцентом на кафедре химии нефти и органического катализа.
В 1982 году Валерий Васильевич защитил докторскую диссертацию «Структура и свойства катализаторов на основе гидридов интерметаллидов». На протяжении 12 лет был заместителем Альфреда Феликсовича Платэ, заведующего кафедрой химии нефти и органического катализа.
С 1985 года являлся профессором, с 1991 года членом-корреспондентом, а с 2000 года академиком РАН (Отделение химии и наук о материалах).
В 1988 году коллектив Лаборатории катализа и газовой электрохимии избрал Валерия Васильевича на должность заведующего, а в 1994 году он возглавил крупнейшую кафедру химфака – кафедру физической химии.
В 1992 году сотрудники химического факультета МГУ на конкурсной основе выбрали В.В. Лунина деканом, в должности которого он неоднократно утверждался в последующие годы.
1 февраля 2018 года Валерий Васильевич стал первым Президентом химического факультета МГУ, которым являлся до конца своих дней.
Скончался 9 марта 2020 года. Похоронен на Троекуровском кладбище в Москве.
- Первая беседа с Валерием Васильевичем Луниным, записанная Т. В. Богатовой для Фонда «Устная история»
- Вторая беседа с Валерием Васильевичем Луниным, записанная Т. В. Богатовой для Фонда «Устная история»

## Научная деятельность
Областью научных интересов академика В.В. Лунина были кинетика и гетерогенный катализ, физическая химия поверхности, нефтехимия, сверхкритические жидкости, а также химия озона. Валерий Васильевич являлся основателем и руководителем ведущей научной школы России «Фундаментальные представления о закономерностях формирования новых каталитически активных систем на базе интерметаллических соединений и их гидридов».
За долгие годы научной деятельности профессором В.В. Луниным:
- разработаны принципы создания и исследованы физико-химические свойства нового класса гетерогенных катализаторов на основе интерметаллических соединений и их гидридов [1],
- показаны широкие возможности использования таких катализаторов в органическом синтезе, нефтехимии и нефтепереработке, в том числе для получения метанола и высших спиртов из оксида углерода(II) и водорода[2],
- выдвинут оригинальный подход получения катализаторов скелетного типа, превосходящих по активности в реакциях гидрирования известные катализаторы типа никеля Ренея[3],
- открыто и изучено явление ускорения структурных и фазовых превращений в полиметаллических системах под влиянием водорода гидридных фаз[4],
- предложены современные методики получения тонких ферромагнитных плёнок на поверхности немагнитных соединений[5].

Кроме того, В.В. Лунин внёс существенный вклад в разработку экологически безопасных процессов нефтепереработки и химической технологии. На базе проведённых исследований в области химии озона были внедрены беспрецедентные подходы в переработке тяжёлых нефтяных остатков, биомассы, а также очистки сточных вод и делигнификации содержащих лигнин материалов. Синтезирован устойчивый во влажных средах катализатор разложения остаточных количеств озона. Коллективу, возглавляемому В.В. Луниным, удалось создать новые генераторы озона, положившие начало развитию многочисленных приложений химии озона, в том числе в лечебных технологиях.
Особое место занимают масштабные работы исследовательской группы во главе с Валерием Васильевичем по модификации способов утилизации высококипящих отходов, состоящих, как правило, из хлорорганических соединений. Предложенный метод каталитического восстановительного дехлорирования отличается высокой эффективностью по отношению к перхлорированным соединениям и веществам, содержащим до 89% масс. хлора.
Начиная с 2014 года, в рамках научно-исследовательской работы «Сверхкритические флюиды в гетерофазных и пространственно-ограниченных системах» группа учёных под руководством В.В. Лунина совершила значительный прорыв в вопросах использования сверхкритических сред для синтеза и регенерации материалов с неординарными свойствами.
В последние годы жизни Валерием Васильевичем и его учениками выполнена большая серия исследований по воздействию нетрадиционных видов энергии на физико-химические и каталитические свойства твёрдого тела. Впервые были предложены технологическая схема и методы радиационно-термической регенерации катализаторов для процессов крекинга и риформинга.
Академик Лунин долгие годы являлся председателем Ученого Совета Химического факультета МГУ, главным редактором журналов «Вестник Московского Университета. Серия химия» и «Журнала физической химии», а также членом редколлегий изданий «Кинетика и катализ», «Химия твердого топлива», «Химическая промышленность» и «Катализ в промышленности».
В 2006 году Валерий Васильевич стал основателем и главным редактором журнала «Сверхкритические флюиды. Теория и практика». На протяжении многих лет являлся заместителем академика-секретаря Отделения общей и технической химии РАН, Председателем Научного совета РАН по химии и технологии ископаемого топлива, заместителем Председателя Научного совета РАН «Катализ и его промышленное использование», а также с 2006 по 2013 гг. председателем Экспертного совета ВАК.

## Просветительская деятельность
Академик В.В. Лунин – выдающийся педагог, оказавший значительное влияние на формирование системы фундаментального химического образования современной России. В течение 15 лет после окончания аспирантуры химфака Валерий Васильевич вёл практикум по органической химии для студентов химического и биологического факультетов. В разные годы В.В. Лунин читал спецкурсы «Теоретические основы приготовления катализаторов», «Химия каталитических процессов», «Экспериментальные методы в катализе» и «Современные проблемы катализа и газовой электрохимии». Неоднократно выступал с лекциями в университетах Германии, Италии, Японии, Великобритании, США. Много лет был ответственным секретарем Приёмной комиссии химического факультета и председателем предметной комиссии по химии в МГУ. Под его руководством защищено более 80 кандидатских и 7 докторских диссертаций.
В 2000-х годах В.В. Лунин активно способствовал развитию и углублению исследований по истории химической науки и образования на кафедрах Московского университета. Именно при его поддержке в 1994/1995 учебном году было организовано чтение курса «Введение в историю и методологию химии. История химического факультета». В.В. Лунин принимал
непосредственное участие в формировании программы этого курса и в чтении некоторых лекций.
Валерий Васильевич принимал активное участие в организации химического образования в стране. С 1992 года руководил Федеральным учебно-методическим объединением (ФУМО) университетов России по химии, являлся Президентом и Председателем Попечительского Совета некоммерческого партнерства «Содействие химическому и экологическому образованию», членом Президиума РХО имени Д.И. Менделеева.
В.В. Луниным был налажен тесный контакт между химическим факультетом и общеобразовательными организациями, в том числе Брянским городским лицеем. По его инициативе на базе химфака МГУ организовывались съезды учителей и мастер-классы для школьников. Под его руководством ежегодно проводились Всероссийская химическая олимпиада и Международная Менделеевская олимпиада, объединяющая талантливых школьников из разных стран СНГ. В 2007 и 2013 годах В.В. Лунин являлся Президентом 39-й и 45-й Международных химических олимпиад, проводимых в Москве. Существенным достижением многолетнего сотрудничества с зарубежными коллегами стали соглашения, заключенные между химическим факультетом и самыми престижными университетами мира. В течение длительного времени Валерий Васильевич входил в редколлегию журнала «Химия в школе».
В 2020 году учреждена премия имени В.В. Лунина, которая вручается абсолютному победителю Международной Менделеевской олимпиады.

## Основные труды
Академик Лунин является автором более 1000 научных работ, в том числе 18 монографий, более 50 учебных пособий для средней и высшей школ, 100 авторских свидетельств и патентов. Особое место занимает линейка базовых учебников по химии для 8-11 классов, а также сборники задач для поступающих в вузы и участников школьных олимпиад.
К наиболее известным публикациям относятся «Физическая химия озона» (соавт., 1998), «Зелёная» химия в России» (отв. ред., 2004), «Химический факультет МГУ. Путь в три четверти века» (отв. ред., 2005), «Основы физической химии. Теория и задачи» (отв. ред., 2005), «Химия XXI века в задачах Международных Менделеевских олимпиад» (соавт.,2006), «Применение и получение озона» (соавт., 2006), «Физическая химия лигнина» (соавт., 2010).

## Административная деятельность
Начало пути В.В. Лунина в должности декана химического факультета пришлось на тяжёлые 1990-е годы. Основным его ориентиром в сложившейся конъюнктуре было сохранение научных и педагогических кадров, что позволило без снижения эффективности продолжить учебную и исследовательскую работу.
В период реформирования системы университетского образования Валерий Васильевич был убеждённым противником идеи сокращения аудиторной нагрузки. Как председатель Федерального учебно-методического объединения (ФУМО) настаивал на сохранении наряду с новыми ступенями образования (бакалавр и магистр) привычной для классического химического образования ступени специалист. ФУМО во главе с Валерием Луниным удалось разработать и утвердить минимальный набор реактивов для обеспечения высокого уровня подготовки на химических факультетах университетов России.
Немаловажно, что Валерий Васильевич был проводником идеи интеграции высшей школы и Академии наук. Благодаря его усилиям, был создан филиал химического факультета в Черноголовском научном центре РАН (1994), а также открыт Центр ЯМР-томографии и спектроскопии МГУ (1997).
В сложное для страны время академик Лунин уделял огромное внимание повышению уровня приёмной кампании и качественному отбору абитуриентов. Под его руководством на химическом факультете появились новые востребованные специализации, в том числе медицинская химия, экологическая химия, а также химия и науки о материалах. Регулярно проводилось обновление материально-технической базы факультета, снабжение лабораторий и студенческих практикумов современным научным оборудованием.

## Политическая деятельность
Общественная деятельность всегда была неотъемлемой частью жизни В.В. Лунина. В 1988 году Валерий Васильевич был избран секретарём партийной организации химического факультета. Во времена перестройки участвовал в движении секретарей первичных партийных организаций, выступающем за изменение роли партии в обществе. Его политическая позиция заключалась в разделении КПСС на два блока – консервативное крыло и Демократическая платформа, объединяющая молодое прогрессивное поколение.
В 1990 году В.В. Лунин был избран депутатом Верховного совета РСФСР. Входил в состав фракции «Демократическая Россия». С 1990 по 1993 год был членом Комитета Верховного Совета РФ по науке и народному образованию, членом Высшего экономического совета при Президиуме Верховного Совета РФ, а также членом Комиссии по депутатской этике. Входил в группу «Сотрудничество» и «Коалицию реформ». При содействии Валерия Васильевича был подготовлен проект об особом статусе Московского университета как объекта национального достояния. Кроме того, он принимал непосредственное участие в реорганизации Академии наук СССР в РАН.
Во второй половине 1990-х профессору В.В. Лунину было предложено войти в состав правительства РФ и заняться вопросами медицины, науки и образования. Расхождения во взглядах с политикой государства и сильная привязанность к Московскому университету не позволили ему перейти на высокую должность. По словам Валерия Васильевича, в качестве ответа на приглашение он написал: «Я неподходящий для вас человек. И потом вы долго не проработаете».

## Семья
В 1963 году В.В. Лунин женился на Елене Вадимовне Кавалеровой, с которой познакомился в стенах химического факультета. Елена Вадимовна была известным специалистом в области физической химии поверхности, руководила научной группой в Лаборатории катализа и газовой электрохимии. Скончалась в 1999 году в результате последствий автомобильной аварии. В семье было двое детей: Анна Валерьевна Лунина (1964 г.р.) и Алексей Валерьевич Лунин (1975 г.р.).
Второй брак Валерия Васильевича был заключён с Кузнецовой Натальей Николаевной, также неразрывно связанной с химическим факультетом. На двоих у супругов насчитывается 10 внуков.

## Личные качества
Валерий Лунин всегда был примером не только огромного профессионализма, но и высоких душевных качеств, человеком большой доброты, щедрости и готовности прийти на помощь. По образному выражению жены Н.Н. Кузнецовой, основной чертой характера Валерия Васильевича было «нечеловеческое человеколюбие». Коллеги и студенты отмечают в академике образцовое трудолюбие, преданность науке, а также беспримерную внутреннюю культуру, деликатность и интеллигентность.
Творческий подход к делу, безграничная любовь к жизни и неиссякаемая душевная теплота нашли отклик в сердцах всех тех, кто был знаком с ним. Выпускники химического факультета помнят своего декана как человека, чувствующего настроение студенчества, всегда поддерживающего молодое поколение в новых начинаниях. Валерием Луниным был привнесен целый ряд традиций в жизнь химического факультета. Среди них особое значение имеет ежегодный День химика, основанный в 1966 году и по-прежнему остающийся одним из самых дорогих праздников для всех поколений.
Несмотря на главное хобби – работу, Валерий Васильевич в равной степени ценил минуты отдыха, проведённые в кругу родных и близких. Увлечениями жизни В.В. Лунина были походы в лес за грибами и рыбалка.

## Интересные факты
- В 1992 году Валерий Лунин вместе с А.М. Емельяновым, В.П. Скулачёвым и В.А. Садовничим баллотировался на пост ректора Московского университета. По результатам голосования победу одержал В.А. Садовничий, а В.В. Лунину было предложено занять пост проректора МГУ. Валерий Васильевич, заручившись поддержкой ректора, сделал выбор в пользу химического факультета.
- Для того, чтобы обратить внимание начинающих химиков на недопустимость использования науки во вред человечеству, в 2000 году Валерием Луниным была предложена «Клятва химика». Её текст, утверждённый на заседании президиума Совета по химии УМО от 27 июня 2000 года, произносится первокурсниками всех химических вузов России.

## Почести и награды
За свою многогранную деятельность академик Лунин получил признание всего мирового научного сообщества. В разные годы Валерий Васильевич удостаивался многочисленных премий, наград и почётных званий как за успехи в области науки, так и за труды на ниве просвещения. Среди регалий особое место занимают Орден Почёта, Орден "За заслуги перед Отечеством IV степени" и Орден Дружбы.
Награды и премии за вклад в науку
- премия имени А.А. Баландина Президиума РАН за цикл работ «Новые гетерогенные катализаторы на основе интерметаллических соединений и их гидридов» (1995)
- премия Правительства РФ за разработку и промышленную реализацию технологии двухступенчатого окисления аммиака в производстве азотной кислоты на основе сотового оксидного катализатора (1999)
- Государственная премия РФ за цикл работ «Полиядерные соединения: магнетики и катализ» (2003)
- премия Фонда содействия отечественной науки в номинации «Выдающиеся ученые России. Химия» (2005-2006)
- премия Правительства РФ за работу «Исследование физико-химических основ синтеза озона, разработка и широкое внедрение принципиально новых лечебных технологий с использованием озона» (2006)
- премия имени В.Н. Ипатьева Президиума РАН (2009)
- премия имени М.В. Ломоносова за исследование «Эффекты синергизма в промышленных процессах гидрирования и гидродехлорирования» (2010)
- премия имени В.А. Коптюга Президиума РАН за серию работ «Разработка новых катализаторов процессов экологического катализа» (2017)
- премия Правительства РФ за «разработку, промышленное производство и масштабное внедрение высокоэффективных катализаторов двойного назначения для синтеза химических продуктов, получения технологических и очистки выбросных газов на предприятиях химической, нефтехимической, металлургической, машиностроительной, пищевой, атомной, оборонной, медицинской и других отраслей промышленности, а также в сфере жилищно-коммунального хозяйства» (2017)

Награды и премии за вклад в образование
- премия имени М.В. Ломоносова за вклад в развитие образования и педагогическую деятельность (1997)
- премия Президента РФ в области образования за работу «Новые подходы к взаимодействию средней и высшей школы в области химического образования. Концепция и практическая реализация» (1998)
- премия Правительства Москвы за проведение эффективной работы по взаимодействию с общеобразовательными учреждениями (2001)

Ордена и медали
- нагрудный знак «Почётный работник высшего профессионального образования РФ»
- Орден Почёта за заслуги перед государством, большой вклад в укрепление дружбы и сотрудничества между народами и многолетний добросовестный труд (2000)
- Международная награда «Венский кубок» в номинации «Руководитель 21 века» (2002)
- Орден «За заслуги перед Отечеством IV степени» (2005)

Юбилейная медаль к 175-летию со дня рождения Д.И. Менделеева «За активную работу по изучению и пропаганде наследия великого русского учёного Д.И. Менделеева» (2008)
- Орден Дружбы (2011)

Почётные звания
- действительный член Академии наук Высшей школы Украины (1994)
- академик Международной академии образования и Нью-Йоркской академии наук (1995)
- почётный иностранный член общества Лейбница «SOCIETAS LEIBNITIANA BEROLINENSIS» (Германия, 2006)
- почётный доктор Архангельского государственного технического университета (2007)
- почётный доктор Башкирского государственного университета (2009) (ныне Уфимский университет науки и технологий)
- почётный член Академии наук Республики Татарстан (2010)
- почётный профессор Санкт-Петербургского государственного университета (2012)
- почётный доктор Казанского федерального университета (2013)
- почётный профессор Harbin university of science and technology (Китай, 2017)

Награды и премии других стран
- награда «За многолетнее плодотворное научное сотрудничество между химфаком МГУ и университетами Германии» (2005)
- Бельгийский орден «Grandofficer» за заслуги в области инноваций (2008)
- золотая медаль выставки «BrusselsInnova 2008» за работу «Одностадийный способ получения многостенных углеродных нанотрубок, интеркалированных частицами металлов» (2008)
- золотая медаль салона изобретений EURECA (2009)